# Sanguíneo
Sanguíneo, Sanguinho ou Purificatório é um pano retangular e comprido que serve para purificar, ou seja, limpar o cálice, a patena e as âmbulas após a Comunhão.
Também serve para cobrir a boca do cálice, enquanto a patena fica por cima dele, antes da Liturgia eucarística.